# Josef Leonz Schmid senior
Josef Leonz Schmid (* 9. Mai 1810 in Baar ZG; † 14. April 1880 ebenda) war ein Schweizer Politiker.
Josef Leonz Schmid war Landwirt und Steinbruchunternehmer und katholisch-konservativer Gemeinde- und Kantonspolitiker sowie Vertreter des Kantons Zug im Ständerat.
In seinem Steinbruch entdeckte er die später zur Schauhöhle ausgebauten Höllgrotten.